# 滨发草
滨发草（学名：Deschampsia littoralis），为禾本科发草属下的一个植物种。产甘肃、青海、陕西、西藏、四川、云南等省区。生于海拔3400-4300米的草甸草原上。分布于欧亚大陆的温寒带。模式标本采自瑞士。

## 变种
- 滨发草（原变种）Deschampsia littoralis (Gaud.) Reuter var. littoralis
- 短枝发草（变种）Deschampsia littoralis (Gaud.) Reuter var. ivanovae (Tzvel.) P. C. Kuo et Z. L. Wu